# Deglos
Deglos ist ein Ort im Quarter (Distrikt) Castries im Westen des Inselstaates St. Lucia in der Karibik. 

## Geographie
Der Ort liegt im Zentrum des Quarters im Tal des Cul de Sac, zwischen Ferrand und Bexon im Süden.

## Klima
Nach dem Köppen-Geiger-System zeichnet sich Deglos durch ein tropisches Klima mit der Kurzbezeichnung Af aus.